# Frike
El frike o farik (en árabe, فَرِيكَة farīkah) o firik (en turco) es el grano del trigo duro (Triticum turgidum var. Durum) que se cosecha aún verde (inmaduro) y se asa para luego cocinarlo en varios platos típicos de la gastronomía árabe. Es un antiguo plato derivado de las cocinas levantinas y norteafricanas, sigue siendo popular en muchos países de la Cuenca del Mediterráneo oriental donde se originó el trigo duro.
El trigo se cosecha cuando los granos son amarillos y las semillas aún son suaves. Luego se apila y se seca al sol. Las pilas se incendian cuidadosamente, de modo que solo la paja y la paja se queman. En estas condiciones, el alto contenido de humedad de las semillas evita que se quemen. Luego, el trigo tostado se trilla y se seca al sol para lograr un sabor, textura y color uniformes. Este proceso de trillado o frotado de los granos le da a este alimento su nombre, farīk o "frotado". Finalmente, las semillas se parten en pedazos más pequeños que se parecen al bulgur verde.

## Etimología
Es llamado frike en el Sham (el Levante mediterráneo, es decir, Siria, Líbano, Palestina y Jordania) y farik en el norte de África (Egipto, Libia, Argelia, Túnez y Marruecos). Proviene de la raíz semítica F-R-K (ف ر ك), que significa 'frotar, restregar'. A veces la palabra es transcrita con -h final porque acaba en ta marbuta, pero es muda y no se pronuncia (en AFI se escribe /fɺi:kə/). También se puede encontrar escrito como freekeh por influencia del inglés.

## Historia
En origen, la cosecha de los granos inmaduros del trigo tenía como objetivo maximizar el rendimiento. El frike es una técnica primitiva pues los indicios apuntan a un origen previo a la revolución agrícola del Creciente Fértil, cuando solo había disponible trigo en estado silvestre y los humanos practicaban la recolección en vez del cultivo.
Es mencionado como ﻔﺭﻴﻛﻳﮥ farīkiyya en un libro de cocina publicado en Bagdad a principios del siglo XIII. En esa receta, la carne se fríe en aceite y se estofa con agua, sal y corteza de canela. Luego, se agrega cilantro seco al trigo joven ("freekeh") y se cuece. Finalmente, la comida se sirve con comino, canela y grasa de cola de cordero fresca.
En la actualidad, se ha intentado introducir el frike en los mercados occidentales bajo el nombre de «trigo verde» y con la controvertida consideración de «superalimento».

## Frike por país

### Egipto
En Egipto, el freekeh se sirve como ḥamām bi’l-farīk (paloma rellena de trigo verde). Freekeh también se prepara en Egipto con cebolla y tomate y, a veces, con pollo. Shūrbat farīk bi’l-mukh es una sopa de freekeh y médula ósea de Túnez. El freeket lahma, un plato de pilaf de trigo verde con cordero asado, guisantes y piñones, viene de Jordania, y shūrba al-farīk es una sopa del Medio Oriente con trigo verde y pollo.

### El Sham
En Siria, el freekeh generalmente se prepara con cordero, cebolla, mantequilla, almendras, pimienta negra, canela, comino y sal. También es parte de la cocina palestina y jordana.

### Magreb
En Túnez y Argelia, el freekeh generalmente se utiliza como ingrediente principal en una sopa a base de tomate llamada "chorba't frik", que se considera un plato nacional tradicional.

### Turquía
En Turquía, donde este alimento se conoce como firik, un plato de pilaf a base de freekeh, llamado firik pilavı, se encuentra en la cocina tradicional de Anatolia del Sur. Puede combinarse con bulgur. Se pueden agregar legumbres como los garbanzos y varias hierbas y especias, y algunas veces carne. Con la afluencia desde 2011 de millones de refugiados sirios, firik está disponible en los mercados de toda Turquía.

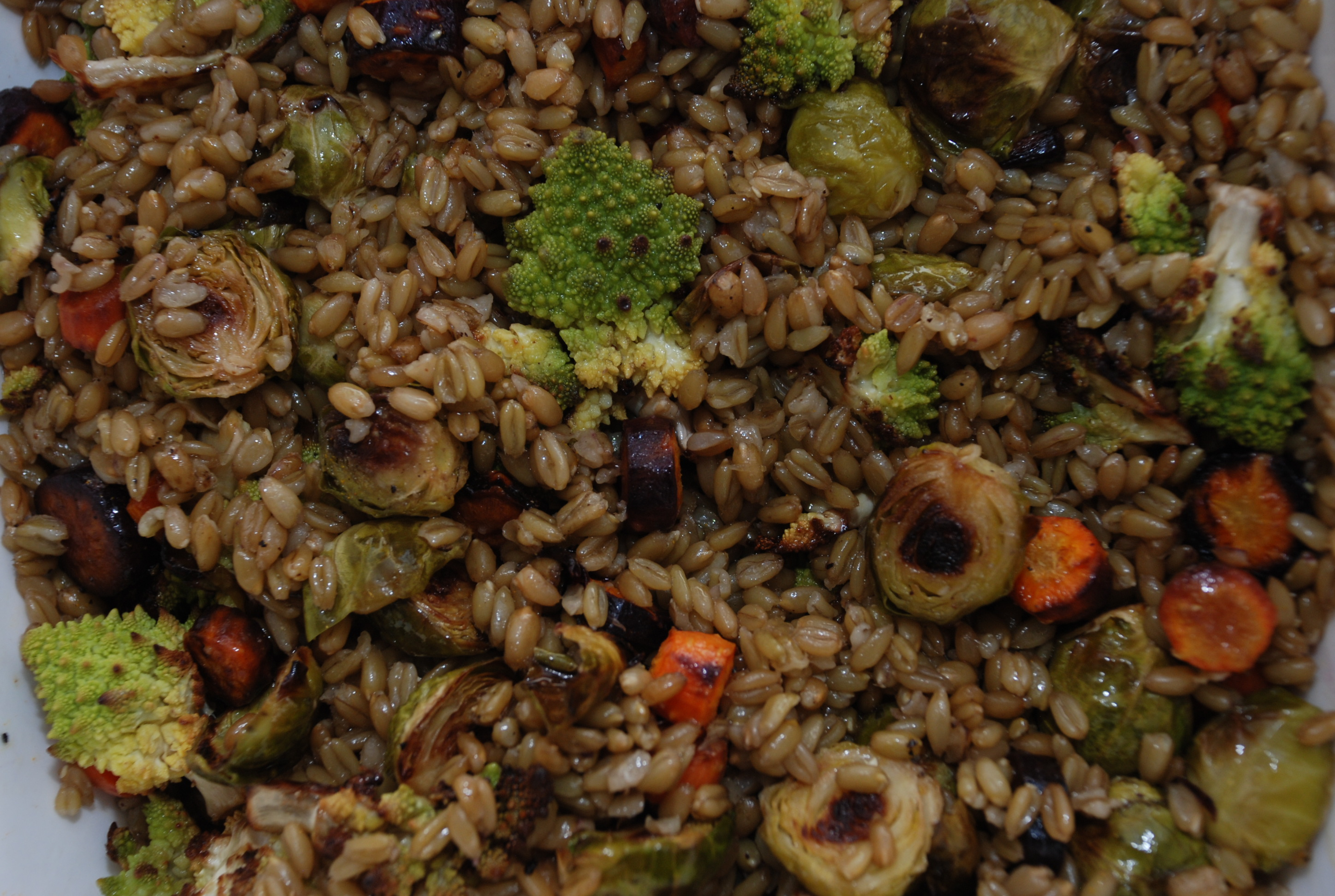
Frike con verduras
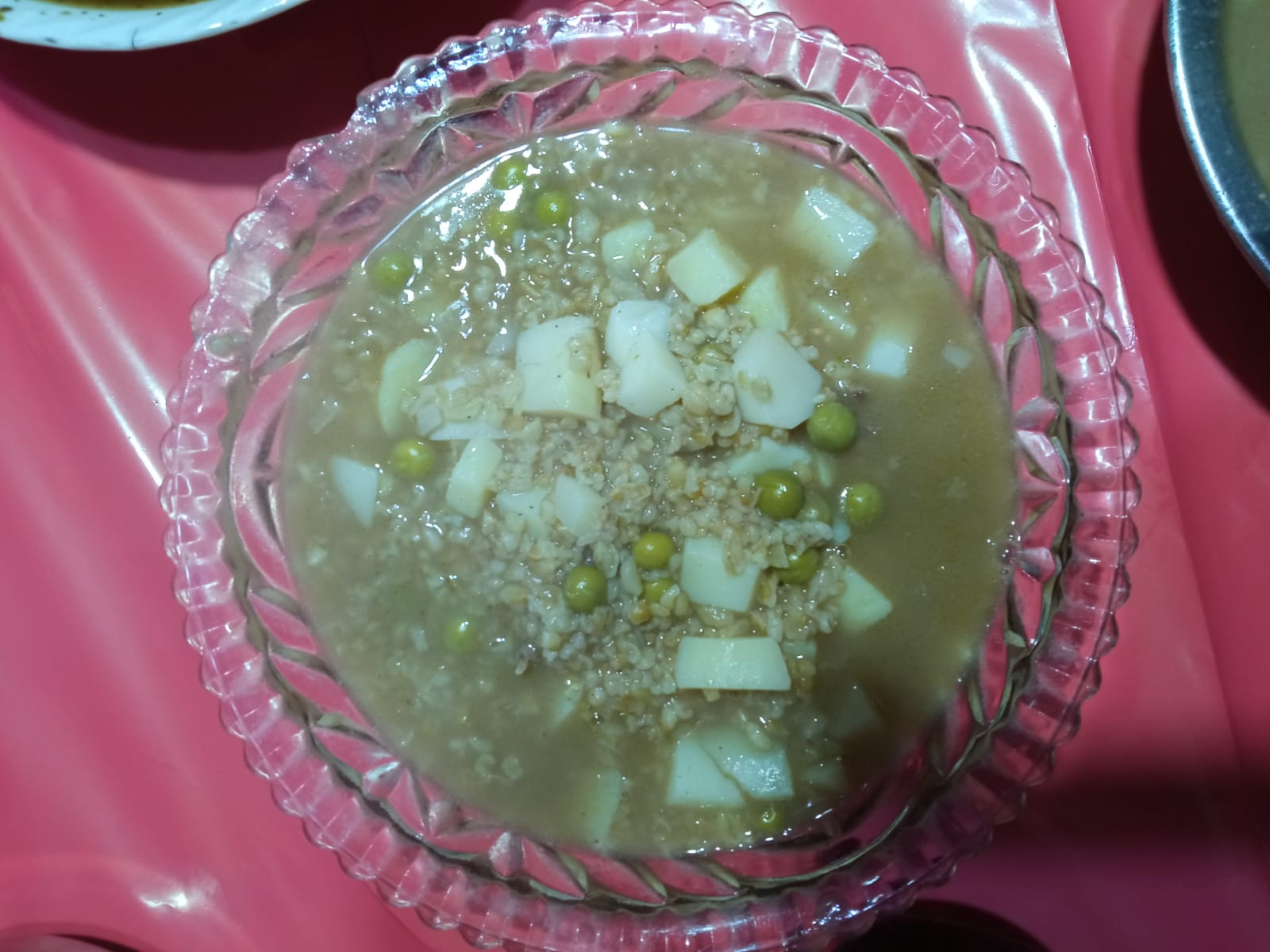
Frike estilo palestino
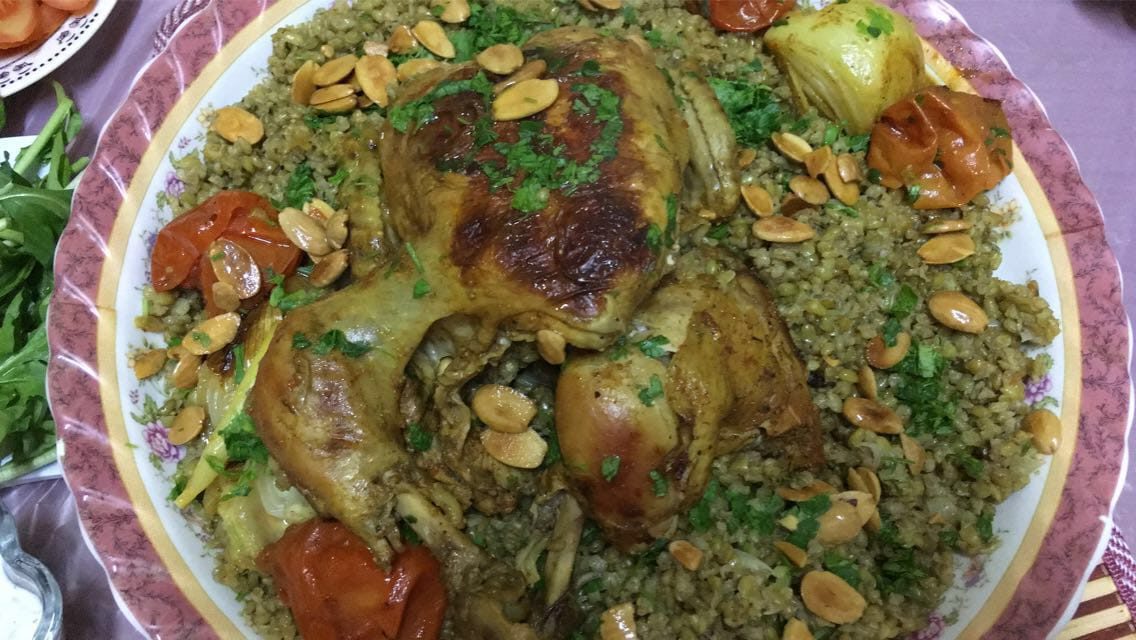
Mansaf frike (منسف فريكة)

## Valor nutricional
Los atributos nutricionales del freekeh son comparables a otros granos, especialmente el trigo duro, de los cuales se deriva, dependiendo del cultivar duro. El durum es notable por su alto contenido de proteínas (20% o más del valor diario, DV), fibra dietética, vitaminas B y varios minerales dietéticos, especialmente manganeso (143% DV) (tabla). Antes de asar, freekeh es 11% de agua, 71% de carbohidratos, 2.5% de grasa y 14% de proteína.